# Orophotus depulsus
Orophotus depulsus là một loài ruồi trong họ Asilidae. Orophotus depulsus được Walker miêu tả năm 1864. Loài này phân bố ở miền Australasia.